# Medalla de la Coronació del Rei Carles III
La medalla de la coronació del rei Carles III és una medalla commemorativa creada per commemorar la coronació del rei Carles III i la reina Camila el 6 de maig de 2023.

## Regne Unit

### Disseny
Les medalles estan fetes de alpaca. L'anvers presenta una efígie coronada del rei i la reina mirant a l'esquerra.
El revers mostra el monograma reial C III R coronat per la corona Tudor, una corona de llorer i la data de la coronació, el 6 de maig de 2023.
Les medalles van ser emeses pel Worcestershire Medal Service, amb l' efígie a la cara anvers modelada per Martin Jennings. El revers va ser dissenyat per Phil McDermott del Worcestershire Medal Service.

### Elegibilitat
Al Regne Unit, els que van rebre la medalla van ser:
- Persones que van contribuir activament als esdeveniments oficials de coronació a l'abadia de Westminster i processons, i altres esdeveniments cerimonials de coronació reconeguts oficialment.
- Membres en servei de les Forces Armades que havien completat cinc anys naturals complets de servei el 6 de maig de 2023 o que van participar en esdeveniments de coronació de les Forces Armades durant el 2023.
- Personal d'emergència de primera línia que hagués estat en servei retribuït, retingut o amb caràcter voluntari, tractant emergències com a part de les seves condicions de servei, i que hagi complert cinc anys naturals complets de servei el 6 de maig de 2023;
- Personal públic dels serveis penitenciaris que hagi complert cinc anys naturals complets de servei el 6 de maig de 2023.
- Destinataris individuals vius de la Creu de Jordi i de la Creu Victòria.[3]

Es van lliurar més de 400.000 medalles.

## Canadà
La medalla de la coronació del rei Carles III és la primera medalla commemorativa canadenca que marca una coronació. Va ser dissenyat per Cathy Bursey-Sabourin, Fraser Herald de la Canadian Herald Authority a la Cancelleria d'Honors, Rideau Hall, i està fabricat per la Royal Canadian Mint.
L'Oficina del Secretari del Governador General (OSGG) és responsable d'administrar la Medalla de la Coronació en nom del govern del Canadà. La medalla es lliurarà a 30.000 persones. No s'accepten nominacions del públic en general, i les organitzacions associades escollides pel govern del Canadà nominaran i presentaran medalles a persones que compleixin els criteris d'elegibilitat de la medalla.
De les 30.000 medalles, 4.000 reconeixeran membres de les Forces Armades Canadenques (CAF) i 1.000 medalles estan reservades per als empleats del servei públic del Govern del Canadà, inclosos els del Departament de Defensa Nacional.

### Disseny
La medalla és de color plata, de 32 mm de diàmetre i amb una suspensió d'anell. L'anvers presenta una efígie coronada i vestida del rei mirant a la dreta, circumscrita per la inscripció "CHARLES III DEI GRATIA REX • CANADA" (llatí: "Carles III, per la gràcia de Déu, Rei • Canadà").
El revers mostra el monograma reial C III R coronat per la corona reial canadenca, sobre el disseny de raig de sol de l'emblema de la coronació canadenca. La data de la coronació 6.V.2023 està inscrita a l'esquerra del xifrat, i les paraules VIVAT REX (llatí: Visca el rei) al costat dret.
El disseny de la cinta de la medalla utilitza una disposició de blau fosc, vermell brillant i blanc, que és idèntica a la cinta de la medalla de la coronació britànica i està inspirada en la cinta de la medalla de la coronació del rei Eduard VII de 1902, que va ser la primera medalla de la coronació suspesa d'una cinta.

### Elegibilitat
Per ser elegible per a la medalla canadenca, una persona ha de:
- haver fet una contribució significativa al Canadà o a una província, territori, regió o comunitat en particular al Canadà, o haver aconseguit un assoliment destacat a l'estranger que aporti crèdit al Canadà; i
- nan estat vius el 6 de maig de 2023, data de la Coronació.

### Història
La Canadian Heritage Mint (una empresa privada) va crear i vendre medallons de coronació dissenyats per Susan Taylor, una antiga gravadora sènior de la Royal Canadian Mint, i aprovats per Carles III.
El primer ministre Justin Trudeau va anunciar el 3 de maig de 2023 que es produirien 30.000 medalles de coronació per honrar els canadencs que van fer contribucions importants al país, una província, un territori, una regió o una comunitat, o que van aconseguir a l'estranger d'una manera que va donar crèdit al Canadà. El govern no va publicar cap actualització sobre la medalla canadenca, així com cap aclariment sobre qui seran els socis del programa, were released by the government in 2023. Extret d'un informe del CBC News: Politics, la Lliga Monàrquica del Canadà va afirmar que el retard havia estat causat per dos assumptes coincidents: el desacord entre el rei i el seu gabinet sobre la inclusió de l'efígie de la reina Camilla a l'anvers de la medalla (els ministres que argumentaven que la reina hauria de quedar exclosa, ja que ella no forma part de l'Ordre de Precedència i no té una funció constitucional) i la renúncia del secretari particular del Governador General, càrrec que té un paper important en la creació d'honors.
El 6 de maig de 2024, primer aniversari de la coronació, el govern del Canadà va donar a conèixer la medalla de coronació del rei Carles III per al Canadà. La governadora general, Mary Simon, va organitzar una cerimònia virtual per lliurar els premis inaugurals de les medalles de la coronació als tinents governadors i comissaris territorials d'arreu del país. El mateix dia, alguns tinents governadors i comissaris territorials també van fer presentacions inaugurals a la seva província o territori, que van incloure els primers destinataris militars.

## Austràlia
A Austràlia, les medalles de coronació i jubileu són administrades pel Regne Unit i s'atorguen com a regal personal del sobirà. Els destinataris australians vius de la Creu de Victòria, la Creu de Victòria per a Austràlia, la Creu de George i la Creu del Valor van rebre les medalles d'acord amb l'elegibilitat emesa pel Regne Unit.